# Formula 1 – sezona 1967.
| FIA Svjetsko automobilističko prvenstvo 1967. | FIA Svjetsko automobilističko prvenstvo 1967. |
|                                               | Prvak                                         |
| --------------------------------------------- | --------------------------------------------- |
| Vozač                                         | Denny Hulme (Brabham-Repco)                   |
| Konstruktor                                   | Brabham-Repco                                 |
| Prethodna sezona                              | Sljedeća sezona                               |
| 1966.                                         | 1968.                                         |
| Europska Formula 2 – sezona 1967.             |                                               |

Formula 1 – sezona 1967. bila je 18. sezona u prvenstvu Formule 1.

## Vozači i konstruktori
| Brabham-Repco                                                                            | Brabham Racing Organisation             | Brabham BT19 Brabham BT20 Brabham BT24 | Repco 740 3.0 V8                             | G    | Jack Brabham         | Sve            |
| Brabham-Repco                                                                            | Brabham Racing Organisation             | Brabham BT19 Brabham BT20 Brabham BT24 | Repco 740 3.0 V8                             | G    | Denny Hulme          | Sve            |
| Brabham-Repco                                                                            | Guy Ligier                              | Brabham BT20                           | Repco 620 3.0 V8                             | F    | Guy Ligier           | 6–7, 9–11      |
| Ferrari                                                                                  | Scuderia Ferrari SpA SEFAC              | Ferrari 312                            | Ferrari 242 3.0 V12                          | F    | Lorenzo Bandini      | 2              |
| Ferrari                                                                                  | Scuderia Ferrari SpA SEFAC              | Ferrari 312                            | Ferrari 242 3.0 V12                          | F    | Chris Amon           | 2–11           |
| Ferrari                                                                                  | Scuderia Ferrari SpA SEFAC              | Ferrari 312                            | Ferrari 242 3.0 V12                          | F    | Mike Parkes          | 3–4            |
| Ferrari                                                                                  | Scuderia Ferrari SpA SEFAC              | Ferrari 312                            | Ferrari 242 3.0 V12                          | F    | Ludovico Scarfiotti  | 3–4            |
| Ferrari                                                                                  | Scuderia Ferrari SpA SEFAC              | Ferrari 312                            | Ferrari 242 3.0 V12                          | F    | Jonathan Williams    | 11             |
| Cooper-Maserati                                                                          | Cooper Car Company                      | Cooper T81 Cooper T81B Cooper T86      | Maserati 9/F1 3.0 V12 Maserati 10/F1 3.0 V12 | F    | Jochen Rindt         | 1–10           |
| Cooper-Maserati                                                                          | Cooper Car Company                      | Cooper T81 Cooper T81B Cooper T86      | Maserati 9/F1 3.0 V12 Maserati 10/F1 3.0 V12 | F    | Pedro Rodríguez      | 1–7, 11        |
| Cooper-Maserati                                                                          | Cooper Car Company                      | Cooper T81 Cooper T81B Cooper T86      | Maserati 9/F1 3.0 V12 Maserati 10/F1 3.0 V12 | F    | Alan Rees            | 6              |
| Cooper-Maserati                                                                          | Cooper Car Company                      | Cooper T81 Cooper T81B Cooper T86      | Maserati 9/F1 3.0 V12 Maserati 10/F1 3.0 V12 | F    | Richard Attwood      | 8              |
| Cooper-Maserati                                                                          | Cooper Car Company                      | Cooper T81 Cooper T81B Cooper T86      | Maserati 9/F1 3.0 V12 Maserati 10/F1 3.0 V12 | F    | Jacky Ickx           | 9–10           |
| Cooper-Maserati                                                                          | Rob Walker / Jack Durlacher Racing Team | Cooper T81                             | Maserati 9/F1 3.0 V12                        | F    | Jo Siffert           | Sve            |
| Cooper-Maserati                                                                          | Joakim Bonnier Racing Team              | Cooper T81                             | Maserati 9/F1 3.0 V12                        | F    | Jo Bonnier           | 1, 4, 6–11     |
| Cooper-Maserati                                                                          | Guy Ligier                              | Cooper T81                             | Maserati 9/F1 3.0 V12                        | D    | Guy Ligier           | 4–5            |
| BRM                                                                                      | British Racing Motors                   | BRM P83 BRM P261 BRM P115              | BRM P75 3.0 H16 BRM P60 2.1 V8               | G    | Jackie Stewart       | Sve            |
| BRM                                                                                      | British Racing Motors                   | BRM P83 BRM P261 BRM P115              | BRM P75 3.0 H16 BRM P60 2.1 V8               | G    | Mike Spence          | Sve            |
| BRM                                                                                      | Reg Parnell Racing                      | BRM P83 BRM P261                       | BRM P75 3.0 H16 BRM P56 2.0 V8               | F    | Piers Courage        | 2, 6           |
| BRM                                                                                      | Reg Parnell Racing                      | BRM P83 BRM P261                       | BRM P75 3.0 H16 BRM P56 2.0 V8               | F    | Chris Irwin          | 4–11           |
| BRM                                                                                      | Bernard White Racing                    | BRM P261                               | BRM P60 2.1 V8                               | G    | David Hobbs          | 6, 8           |
| Lotus-Ford                                                                               | Team Lotus                              | Lotus 49                               | Ford Cosworth DFV 3.0 V8                     | F    | Jim Clark            | 3–11           |
| Lotus-Ford                                                                               | Team Lotus                              | Lotus 49                               | Ford Cosworth DFV 3.0 V8                     | F    | Graham Hill          | 3–11           |
| Lotus-Ford                                                                               | Team Lotus                              | Lotus 49                               | Ford Cosworth DFV 3.0 V8                     | F    | Eppie Wietzes        | 8              |
| Lotus-Ford                                                                               | Team Lotus                              | Lotus 49                               | Ford Cosworth DFV 3.0 V8                     | F    | Giancarlo Baghetti   | 9              |
| Lotus-Ford                                                                               | Team Lotus                              | Lotus 49                               | Ford Cosworth DFV 3.0 V8                     | F    | Moisés Solana        | 10–11          |
| Lotus-Climax                                                                             | Team Lotus                              | Lotus 33                               | Climax FWMV 2.0 V8                           | F    | Jim Clark            | 2              |
| Lotus-BRM                                                                                | Team Lotus                              | Lotus 43 Lotus 33                      | BRM P75 3.0 H16 BRM P60 2.1 V8               | F    | Jim Clark            | 1              |
| Lotus-BRM                                                                                | Team Lotus                              | Lotus 43 Lotus 33                      | BRM P75 3.0 H16 BRM P60 2.1 V8               | F    | Graham Hill          | 1–2            |
| Lotus-BRM                                                                                | Reg Parnell Racing                      | Lotus 25                               | BRM P56 2.0 V8                               | F    | Piers Courage        | 1              |
| Lotus-BRM                                                                                | Reg Parnell Racing                      | Lotus 25                               | BRM P56 2.0 V8                               | F    | Chris Irwin          | 3              |
| Lotus-BRM                                                                                | Mike Fisher                             | Lotus 33                               | BRM P60 2.1 V8                               | F    | Mike Fisher          | 8, 11          |
| Eagle-Weslake                                                                            | Anglo American Racers                   | Eagle T1G                              | Weslake 58 3.0 V12                           | G    | Dan Gurney           | 2–11           |
| Eagle-Weslake                                                                            | Anglo American Racers                   | Eagle T1G                              | Weslake 58 3.0 V12                           | G    | Richie Ginther       | 2              |
| Eagle-Weslake                                                                            | Anglo American Racers                   | Eagle T1G                              | Weslake 58 3.0 V12                           | G    | Bruce McLaren        | 5–7            |
| Eagle-Weslake                                                                            | Anglo American Racers                   | Eagle T1G                              | Weslake 58 3.0 V12                           | G    | Ludovico Scarfiotti  | 9              |
| Eagle-Climax                                                                             | Anglo American Racers                   | Eagle T1F                              | Climax FPF 2.8 L4                            | G    | Dan Gurney           | 1              |
| Eagle-Climax                                                                             | Castrol Oils Ltd                        | Eagle T1F                              | Climax FPF 2.8 L4                            | G    | Al Pease             | 8              |
| Honda                                                                                    | Honda Racing                            | Honda RA273 Honda RA273                | Honda RA273E 3.0 V12                         | F    | John Surtees         | 1–4, 6–7, 9–11 |
| McLaren-BRM                                                                              | Bruce McLaren Motor Racing              | McLaren M4B McLaren M5A                | BRM P56 2.0 V8 BRM P142 3.0 V12              | G    | Bruce McLaren        | 2–3, 8–11      |
| Brabham-Climax                                                                           | DW Racing Enterprises                   | Brabham BT11                           | Climax FPF 2.8 L4                            | F G  | Bob Anderson         | 1–6            |
| Brabham-Climax                                                                           | Scuderia Scribante                      | Brabham BT11                           | Climax FPF 2.8 L4                            | ?    | Dave Charlton        | 1              |
| Brabham-Climax                                                                           | Luki Botha                              | Brabham BT11                           | Climax FPF 2.8 L4                            | ?    | Luki Botha           | 1              |
| Cooper-Climax                                                                            | John Love                               | Cooper T79                             | Climax FPF 2.8 L4                            | F    | John Love            | 1              |
| Cooper-Climax                                                                            | Tom Jones                               | Cooper T82                             | Climax FWMW 2.0 L4                           | ?    | Tom Jones            | 8              |
| LDS-Climax                                                                               | Sam Tingle                              | LDS Mk3                                | Climax FPF 2.8 L4                            | F    | Sam Tingle           | 1              |
| Cooper-ATS                                                                               | Charles Vögele Racing                   | Cooper T77                             | ATS 2.7 V8                                   | D    | Silvio Moser         | 6              |
| Matra-Ford                                                                               | Matra Sports                            | Matra MS7                              | Ford Cosworth FVA 1.6 L4                     | D G  | Jean-Pierre Beltoise | 2, 10–11       |
| Matra-Ford                                                                               | Matra Sports                            | Matra MS7                              | Ford Cosworth FVA 1.6 L4                     | D G  | Johnny Servoz-Gavin  | 2              |
| Lola-BMW                                                                                 | Bayerische Motoren Werke AG             | Lola T100                              | BMW M10 2.0 L4                               | D    | Hubert Hahne         | 7              |
| Vozači i konstruktori koji su nastupali s bolidima Formule 2 na Velikoj nagradi Njemačke |                                         |                                        |                                              |      |                      |                |
| Konstruktor                                                                              | Momčad / Sudionik                       | Šasija                                 | Motor                                        | Gume | Vozač                | Utrke          |
| Lotus-Ford                                                                               | Team Lotus                              | Lotus 48                               | Ford Cosworth FVA 1.6 L4                     | F    | Jackie Oliver        | 7              |
| Brabham-Ford                                                                             | Gerhard Mitter                          | Brabham BT23                           | Ford Cosworth FVA 1.6 L4                     | D    | Gerhard Mitter       | 7              |
| Brabham-Ford                                                                             | Roy Winkelmann Racing                   | Brabham BT23                           | Ford Cosworth FVA 1.6 L4                     | ?    | Alan Rees            | 7              |
| Matra-Ford                                                                               | Ecurie Ford-France                      | Matra MS5                              | Ford Cosworth FVA 1.6 L4                     | D    | Jo Schlesser         | 7              |
| Matra-Ford                                                                               | Tyrrell Racing Organisation             | Matra MS7                              | Ford Cosworth FVA 1.6 L4                     | D    | Jacky Ickx           | 7              |
| Lola-Ford                                                                                | Lola Cars                               | Lola T100                              | Ford Cosworth FVA 1.6 L4                     | F    | Brian Redman         | 7              |
| Lola-BMW                                                                                 | Lola Cars                               | Lola T100                              | BMW M10 2.0 L4                               | F    | David Hobbs          | 7              |
| Protos-Ford                                                                              | Ron Harris Racing Team                  | Protos F2                              | Ford Cosworth FVA 1.6 L4                     | F    | Brian Hart           | 7              |
| Protos-Ford                                                                              | Ron Harris Racing Team                  | Protos F2                              | Ford Cosworth FVA 1.6 L4                     | F    | Kurt Ahrens Jr.      | 7              |

## Kalendar
| Rd | Datum         | Velika nagrada   | Staza             | Prvo startno mjesto | Pobjednik vozač | Pobjednik konstruktor |
| -- | ------------- | ---------------- | ----------------- | ------------------- | --------------- | --------------------- |
| 1  | 2. siječnja   | Južna Afrika     | Kyalami           | Jack Brabham        | Pedro Rodríguez | Cooper-Maserati       |
| 2  | 7. svibnja    | Monako           | Monaco            | Jack Brabham        | Denny Hulme     | Brabham-Repco         |
| 3  | 4. lipnja     | Nizozemska       | Zandvoort         | Graham Hill         | Jim Clark       | Lotus-Ford            |
| 4  | 18. lipnja    | Belgija          | Spa-Francorchamps | Jim Clark           | Dan Gurney      | Eagle-Weslake         |
| 5  | 2. srpnja     | Francuska        | Le Mans           | Graham Hill         | Jack Brabham    | Brabham-Repco         |
| 6  | 15. srpnja    | Velika Britanija | Brands Hatch      | Jim Clark           | Jim Clark       | Lotus-Ford            |
| 7  | 6. kolovoza   | Njemačka         | Nürburgring       | Jim Clark           | Denny Hulme     | Brabham-Repco         |
| 8  | 27. kolovoza  | Kanada           | Mosport Park      | Jim Clark           | Jack Brabham    | Brabham-Repco         |
| 9  | 10. rujna     | Italija          | Monza             | Jim Clark           | John Surtees    | Honda                 |
| 10 | 1. listopada  | SAD              | Watkins Glen      | Graham Hill         | Jim Clark       | Lotus-Ford            |
| 11 | 22. listopada | Meksiko          | Magdalena Mixhuca | Jim Clark           | Jim Clark       | Lotus-Ford            |

## Sistem bodovanja
Sistem bodovanja u Formuli 1
| Mjesto | 1. | 2. | 3. | 4. | 5. | 6. |
| Bodovi | 9  | 6  | 4  | 3  | 2  | 1  |

- Samo 5 najboljih rezultata u prvih 6 utrka i 4 najbolja rezultata u posljednjih 5 utrka su se računali za prvenstvo vozača.
- Samo 5 najboljih rezultata u prvih 6 utrka i 4 najbolja rezultata u posljednjih 5 utrka su se računali za prvenstvo konstruktora.
- Ako je više bolida jednog konstruktora završilo utrku u bodovima, samo najbolje plasirani bolid osvajao je konstruktorske bodove.

## Rezultati utrka
| Poz. | Br. | Vozač           | Konstruktor     | Vrijeme   | Grid | Bodovi |
| ---- | --- | --------------- | --------------- | --------- | ---- | ------ |
| 1.   | 4   | Pedro Rodríguez | Cooper-Maserati | 2:05:45.9 | 4.   | 9      |
| 2.   | 17  | John Love       | Cooper-Climax   | + 26.4    | 5.   | 6      |
| 3.   | 11  | John Surtees    | Honda           | + 1 krug  | 6.   | 4      |
| 4.   | 2   | Denny Hulme     | Brabham-Repco   | + 2 kruga | 2.   | 3      |
| 5.   | 14  | Bob Anderson    | Brabham-Climax  | + 2 kruga | 10.  | 2      |
| 6.   | 1   | Jack Brabham    | Brabham-Repco   | + 4 kruga | 1.   | 1      |

| Poz. | Br. | Vozač           | Konstruktor     | Vrijeme   | Grid | Bodovi |
| ---- | --- | --------------- | --------------- | --------- | ---- | ------ |
| 1.   | 9   | Denny Hulme     | Brabham-Repco   | 2:34:34.3 | 4.   | 9      |
| 2.   | 14  | Graham Hill     | Lotus-BRM       | + 1 krug  | 8.   | 6      |
| 3.   | 20  | Chris Amon      | Ferrari         | + 2 kruga | 14.  | 4      |
| 4.   | 16  | Bruce McLaren   | McLaren-BRM     | + 3 kruga | 10.  | 3      |
| 5.   | 11  | Pedro Rodríguez | Cooper-Maserati | + 4 kruga | 16.  | 2      |
| 6.   | 5   | Mike Spence     | BRM             | + 4 kruga | 12.  | 1      |

| Poz. | Br. | Vozač               | Konstruktor   | Vrijeme   | Grid | Bodovi |
| ---- | --- | ------------------- | ------------- | --------- | ---- | ------ |
| 1.   | 5   | Jim Clark           | Lotus-Ford    | 2:14:45.1 | 8.   | 9      |
| 2.   | 1   | Jack Brabham        | Brabham-Repco | + 23.6    | 3.   | 6      |
| 3.   | 2   | Denny Hulme         | Brabham-Repco | + 25.7    | 7.   | 4      |
| 4.   | 3   | Chris Amon          | Ferrari       | + 27.3    | 9.   | 3      |
| 5.   | 4   | Mike Parkes         | Ferrari       | + 1 krug  | 10.  | 2      |
| 6.   | 22  | Ludovico Scarfiotti | Ferrari       | + 1 krug  | 15.  | 1      |

| Poz. | Br. | Vozač          | Konstruktor     | Vrijeme   | Grid | Bodovi |
| ---- | --- | -------------- | --------------- | --------- | ---- | ------ |
| 1.   | 36  | Dan Gurney     | Eagle-Weslake   | 1:40:49.4 | 2.   | 9      |
| 2.   | 14  | Jackie Stewart | BRM             | + 1:03.0  | 6.   | 6      |
| 3.   | 1   | Chris Amon     | Ferrari         | + 1:40.0  | 5.   | 4      |
| 4.   | 29  | Jochen Rindt   | Cooper-Maserati | + 2:13.9  | 4.   | 3      |
| 5.   | 12  | Mike Spence    | BRM             | + 1 krug  | 11.  | 2      |
| 6.   | 21  | Jim Clark      | Lotus-Ford      | + 1 krug  | 1.   | 1      |

| Poz. | Br. | Vozač           | Konstruktor     | Vrijeme   | Grid | Bodovi |
| ---- | --- | --------------- | --------------- | --------- | ---- | ------ |
| 1.   | 3   | Jack Brabham    | Brabham-Repco   | 2:13:21.3 | 2.   | 9      |
| 2.   | 4   | Denny Hulme     | Brabham-Repco   | + 49.5    | 6.   | 6      |
| 3.   | 10  | Jackie Stewart  | BRM             | + 1 krug  | 10.  | 4      |
| 4.   | 18  | Jo Siffert      | Cooper-Maserati | + 3 kruga | 11.  | 3      |
| 5.   | 15  | Chris Irwin     | BRM             | + 4 kruga | 9.   | 2      |
| 6.   | 14  | Pedro Rodríguez | Cooper-Maserati | + 4 kruga | 13.  | 1      |

| Poz. | Br. | Vozač           | Konstruktor     | Vrijeme   | Grid | Bodovi |
| ---- | --- | --------------- | --------------- | --------- | ---- | ------ |
| 1.   | 5   | Jim Clark       | Lotus-Ford      | 1:59:25.6 | 1.   | 9      |
| 2.   | 2   | Denny Hulme     | Brabham-Repco   | + 12.8    | 4.   | 6      |
| 3.   | 8   | Chris Amon      | Ferrari         | + 16.6    | 6.   | 4      |
| 4.   | 1   | Jack Brabham    | Brabham-Repco   | + 21.8    | 3.   | 3      |
| 5.   | 12  | Pedro Rodríguez | Cooper-Maserati | + 1 krug  | 9.   | 2      |
| 6.   | 7   | John Surtees    | Honda           | + 2 kruga | 7.   | 1      |

| Poz. | Br. | Vozač        | Konstruktor     | Vrijeme   | Grid | Bodovi |
| ---- | --- | ------------ | --------------- | --------- | ---- | ------ |
| 1.   | 2   | Denny Hulme  | Brabham-Repco   | 2:05:55.7 | 2.   | 9      |
| 2.   | 1   | Jack Brabham | Brabham-Repco   | + 35.8    | 7.   | 6      |
| 3.   | 8   | Chris Amon   | Ferrari         | + 39.0    | 8.   | 4      |
| 4.   | 7   | John Surtees | Honda           | + 2:25.7  | 6.   | 3      |
| 6.   | 16  | Jo Bonnier   | Cooper-Maserati | + 8:42.1  | 16.  | 2      |
| 8.   | 15  | Guy Ligier   | Brabham-Repco   | + 1 krug  | 17.  | 1      |

| Poz. | Br. | Vozač        | Konstruktor   | Vrijeme   | Grid | Bodovi |
| ---- | --- | ------------ | ------------- | --------- | ---- | ------ |
| 1.   | 1   | Jack Brabham | Brabham-Repco | 2:40:40.0 | 7.   | 9      |
| 2.   | 2   | Denny Hulme  | Brabham-Repco | + 1:01.9  | 3.   | 6      |
| 3.   | 10  | Dan Gurney   | Eagle-Weslake | + 1 krug  | 5.   | 4      |
| 4.   | 4   | Graham Hill  | Lotus-Ford    | + 2 kruga | 2.   | 3      |
| 5.   | 16  | Mike Spence  | BRM           | + 3 kruga | 10.  | 2      |
| 6.   | 20  | Chris Amon   | Ferrari       | + 3 kruga | 4.   | 1      |

| Poz. | Br. | Vozač        | Konstruktor     | Vrijeme   | Grid | Bodovi |
| ---- | --- | ------------ | --------------- | --------- | ---- | ------ |
| 1.   | 14  | John Surtees | Honda           | 1:43:45.0 | 9.   | 9      |
| 2.   | 16  | Jack Brabham | Brabham-Repco   | + 0.2     | 2.   | 6      |
| 3.   | 20  | Jim Clark    | Lotus-Ford      | + 23.1    | 1.   | 4      |
| 4.   | 30  | Jochen Rindt | Cooper-Maserati | + 56.6    | 11.  | 3      |
| 5.   | 36  | Mike Spence  | BRM             | + 1 krug  | 12.  | 2      |
| 6.   | 32  | Jacky Ickx   | Cooper-Maserati | + 2 kruga | 15.  | 1      |

| Poz. | Br. | Vozač        | Konstruktor     | Vrijeme     | Grid | Bodovi |
| ---- | --- | ------------ | --------------- | ----------- | ---- | ------ |
| 1.   | 5   | Jim Clark    | Lotus-Ford      | 2:03:13.2   | 2.   | 9      |
| 2.   | 6   | Graham Hill  | Lotus-Ford      | + 6.3       | 1.   | 6      |
| 3.   | 2   | Denny Hulme  | Brabham-Repco   | + 1 krug    | 6.   | 4      |
| 4.   | 15  | Jo Siffert   | Cooper-Maserati | + 2 kruga   | 12.  | 3      |
| 5.   | 1   | Jack Brabham | Brabham-Repco   | + 4 kruga   | 5.   | 2      |
| 6.   | 16  | Jo Bonnier   | Cooper-Maserati | + 7 krugova | 15.  | 1      |

 VN Meksika
| Poz. | Br. | Vozač           | Konstruktor     | Vrijeme    | Grid | Bodovi |
| ---- | --- | --------------- | --------------- | ---------- | ---- | ------ |
| 1.   | 5   | Jim Clark       | Lotus-Ford      | 1:59:28.70 | 1.   | 9      |
| 2.   | 1   | Jack Brabham    | Brabham-Repco   | + 1:25.36  | 5.   | 6      |
| 3.   | 2   | Denny Hulme     | Brabham-Repco   | + 1 krug   | 6.   | 4      |
| 4.   | 3   | John Surtees    | Honda           | + 1 krug   | 7.   | 3      |
| 5.   | 8   | Mike Spence     | BRM             | + 2 kruga  | 11.  | 2      |
| 6.   | 21  | Pedro Rodríguez | Cooper-Maserati | + 2 kruga  | 13.  | 1      |

## Poredak

### Poredak vozača
| Mjesto | Vozač               | Bodovi |   |   |   |   |   |   |   |   |   |   |   |
| ------ | ------------------- | ------ | - | - | - | - | - | - | - | - | - | - | - |
| 1.     | Denny Hulme         | 51     | 3 | 9 | 4 | – | 6 | 6 | 9 | 6 | – | 4 | 4 |
| 2.     | Jack Brabham        | 46     | 1 | – | 6 | – | 9 | 3 | 6 | 9 | 6 | 2 | 6 |
| 3.     | Jim Clark           | 41     | – | – | 9 | 1 | – | 9 | – | – | 4 | 9 | 9 |
| 4.     | John Surtees        | 20     | 4 | – | – | – |   | 1 | 3 |   | 9 | – | 3 |
| 5.     | Chris Amon          | 20     |   | 4 | 3 | 4 | – | 4 | 4 | 1 | – | – | – |
| 6.     | Pedro Rodríguez     | 15     | 9 | 2 | – | – | 1 | 2 | – |   |   |   | 1 |
| 7.     | Graham Hill         | 15     | – | 6 | – | – | – | – | – | 3 | – | 6 | – |
| 8.     | Dan Gurney          | 13     | – | – | – | 9 | – | – | – | 4 | – | – | – |
| 9.     | Jackie Stewart      | 10     | – | – | – | 6 | 4 | – | – | – | – | – | – |
| 10.    | Mike Spence         | 9      | – | 1 | – | 2 | – | – | – | 2 | 2 | – | 2 |
| 11.    | John Love           | 6      | 6 |   |   |   |   |   |   |   |   |   |   |
| 12.    | Jo Siffert          | 6      | – | – | – | – | 3 | – | – |   | – | 3 | – |
| 13.    | Jochen Rindt        | 6      | – | – | – | 3 | – | – | – | – | 3 | – |   |
| 14.    | Bruce McLaren       | 3      |   | 3 | – |   | – | – | – | – | – | – | – |
| 15.    | Jo Bonnier          | 3      | – |   |   | – |   | – | 2 | – | – | 1 | – |
| 16.    | Chris Irwin         | 2      |   |   | – | – | 2 | – | – | – | – | – | – |
| 17.    | Bob Anderson        | 2      | 2 |   | – | – | – | – |   |   |   |   |   |
| 18.    | Mike Parkes         | 2      |   |   | 2 | – |   |   |   |   |   |   |   |
| 19.    | Ludovico Scarfiotti | 1      |   |   | 1 | – |   |   |   |   | – |   |   |
| 20.    | Guy Ligier          | 1      |   |   |   | – | – | – | 1 |   | – | – | – |
| 21.    | Jacky Ickx          | 1      |   |   |   |   |   |   | – |   | 1 | – |   |

- Jack Brabham je osvojio ukupno 48 bodova, ali samo 46 bodova osvojenih u devet najboljih utrka (5 najboljih rezultata u prvih 6 utrka i 4 najbolja rezultata u posljednjih 5 utrka) su se računala za prvenstvo vozača.

| Boja | Značenje                                                                 |
| ---- | ------------------------------------------------------------------------ |
| 5    | Osvojeni bodovi koji su se računali za prvenstvo vozača / konstruktora   |
| 5    | Osvojeni bodovi koji se nisu računali za prvenstvo vozača / konstruktora |
| –    | Vozač / konstruktor nije osvojio bodove u utrci                          |
|      | Vozač / konstruktor nije nastupao na utrci                               |

### Poredak konstruktora
| Mjesto | Vozač           | Bodovi |   |   |   |   |   |   |   |   |   |   |   |
| ------ | --------------- | ------ | - | - | - | - | - | - | - | - | - | - | - |
| 1.     | Brabham-Repco   | 63     | 3 | 9 | 6 | – | 9 | 6 | 9 | 9 | 6 | 4 | 6 |
| 2.     | Lotus-Ford      | 44     |   |   | 9 | 1 | – | 9 | – | 3 | 4 | 9 | 9 |
| 3.     | Cooper-Maserati | 28     | 9 | 2 | – | 3 | 3 | 2 | 2 | – | 3 | 3 | 1 |
| 4.     | Honda           | 20     | 4 | – | – | – |   | 1 | 3 |   | 9 | – | 4 |
| 5.     | Ferrari         | 20     |   | 4 | 3 | 4 | – | 4 | 4 | 1 | – | – | – |
| 6.     | BRM             | 17     | – | 1 | – | 6 | 4 | – | – | 2 | 2 | – | 2 |
| 7.     | Eagle-Weslake   | 13     |   | – | – | 9 | – | – | – | 4 | – | – | – |
| 8.     | Lotus-BRM       | 6      | – | 6 | – |   |   |   |   | – |   |   | – |
| 9.     | Cooper-Climax   | 6      | 6 |   |   |   |   |   |   |   |   |   |   |
| 10.    | McLaren-BRM     | 3      |   | 3 | – |   |   |   |   | – | – | – | – |
| 11.    | Brabham-Climax  | 2      | 2 |   | – | – | – | – |   |   |   |   |   |

- Brabham-Repco je osvojio ukupno 67 bodova, ali samo 63 boda osvojena u devet najboljih utrka (5 najboljih rezultata u prvih 6 utrka i 4 najbolja rezultata u posljednjih 5 utrka) su se računala za prvenstvo konstruktora.

## Statistike
| Vozač           | Pobjede | Postolja | Prvo startno mjesto | Najbrži krug | Krugovi u vodstvu |
| --------------- | ------- | -------- | ------------------- | ------------ | ----------------- |
| Jim Clark       | 4       | 5        | 6                   | 5            | 317               |
| Denny Hulme     | 2       | 8        | -                   | 2            | 217               |
| Jack Brabham    | 2       | 6        | 2                   | -            | 91                |
| Dan Gurney      | 1       | 2        | -                   | 2            | 19                |
| John Surtees    | 1       | 2        | -                   | -            | 1                 |
| Pedro Rodríguez | 1       | 1        | -                   | -            | 7                 |
| Chris Amon      | -       | 4        | -                   | -            | -                 |
| Graham Hill     | -       | 2        | 3                   | 2            | 122               |
| Jackie Stewart  | -       | 2        | -                   | -            | -                 |
| John Love       | -       | 1        | -                   | -            | 13                |
| Lorenzo Bandini | -       | -        | -                   | -            | 1                 |

| Konstruktor     | Pobjede | Postolja | Prvo startno mjesto | Najbrži krug | Krugovi u vodstvu |
| --------------- | ------- | -------- | ------------------- | ------------ | ----------------- |
| Brabham-Repco   | 4       | 14       | 2                   | 2            | 308               |
| Lotus-Ford      | 4       | 6        | 9                   | 6            | 439               |
| Eagle-Weslake   | 1       | 2        | -                   | 2            | 19                |
| Honda           | 1       | 2        | -                   | -            | 1                 |
| Cooper-Maserati | 1       | 1        | -                   | -            | 7                 |
| Ferrari         | -       | 4        | -                   | -            | 1                 |
| BRM             | -       | 2        | -                   | -            | 16                |
| Cooper-Climax   | -       | 1        | -                   | -            | 13                |
| Lotus-BRM       | -       | 1        | -                   | -            | -                 |
| Lotus-Climax    | -       | -        | -                   | 1            | -                 |

### Vodeći vozač i konstruktor u prvenstvu
U rubrici bodovi, prikazana je bodovna prednost vodećeg vozača / konstruktora ispred drugoplasiranog, dok je žutom bojom označena utrka na kojoj je vozač / konstruktor osvojio naslov prvaka.
| Utrka               | Vozač           | Bodovi |
| ------------------- | --------------- | ------ |
| VN Južne Afrike     | Pedro Rodríguez | 3      |
| VN Monaka           | Denny Hulme     | 1      |
| VN Nizozemske       | Denny Hulme     | 5      |
| VN Belgije          | Denny Hulme     | 5      |
| VN Francuske        | Denny Hulme     | 6      |
| VN Velike Britanije | Denny Hulme     | 9      |
| VN Njemačke         | Denny Hulme     | 12     |
| VN Kanade           | Denny Hulme     | 9      |
| VN Italije          | Denny Hulme     | 3      |
| VN SAD              | Denny Hulme     | 5      |
| VN Meksika          | Denny Hulme     | 5      |

| Utrka               | Konstruktor     | Bodovi |
| ------------------- | --------------- | ------ |
| VN Južne Afrike     | Cooper-Maserati | 3      |
| VN Monaka           | Brabham-Repco   | 1      |
| VN Nizozemske       | Brabham-Repco   | 7      |
| VN Belgije          | Brabham-Repco   | 4      |
| VN Francuske        | Brabham-Repco   | 10     |
| VN Velike Britanije | Brabham-Repco   | 14     |
| VN Njemačke         | Brabham-Repco   | 21     |
| VN Kanade           | Brabham-Repco   | 29     |
| VN Italije          | Brabham-Repco   | 31     |
| VN SAD              | Brabham-Repco   | 26     |
| VN Meksika          | Brabham-Repco   | 19     |

## Utrke koje se nisu bodovale za prvenstvo
| Datum         | Naziv utrke                   | Staza        | Pobjednik vozač                 | Pobjednik konstruktor |
| ------------- | ----------------------------- | ------------ | ------------------------------- | --------------------- |
| 12. ožujka    | II Race of Champions          | Brands Hatch | Dan Gurney                      | Eagle-Weslake         |
| 15. travnja   | I Spring Cup                  | Oulton Park  | Jack Brabham                    | Brabham-Repco         |
| 29. travnja   | XIX BRDC International Trophy | Silverstone  | Mike Parkes                     | Ferrari               |
| 21. svibnja   | XVI Gran Premio di Siracusa   | Syracuse     | Mike Parkes Ludovico Scarfiotti | Ferrari               |
| 16. rujna     | XIV International Gold Cup    | Oulton Park  | Jack Brabham                    | Brabham-Repco         |
| 12. listopada | XIII Gran Premio de España    | Jarama       | Jim Clark                       | Lotus-Ford            |

## Vanjske poveznice
- Službena stranica Formule 1
- Formula 1 – sezona 1967. StatsF1
- Utrke koje se nisu bodovale za prvenstvo 1967. StatsF1